# Charles Grivel
Charles Grivel (* 18. Dezember 1936 in Genf, Schweiz; † 14. Mai 2015 in Férolles-Attilly, Frankreich) war ein Schweizer Romanist, Französist, Literaturwissenschaftler und Hochschullehrer.

## Leben
Charles Marcel Grivel war Sohn einer französischen Mutter und eines Schweizer Vaters; er verfügte über zwei Staatsangehörigkeiten. Er „absolvierte das Collège Calvin und studierte dann bis zum Lizenziat bei den berühmten Literaturwissenschaftlern der Genfer Schule, die ganz wesentlich zur Öffnung einer im Positivismus erstarrten Literaturbetrachtung beitrugen: Marcel Raymond, Jean Rousset und Jean Starobinski.“
Charles Grivel war zuletzt verheiratet mit Adeline Trombert-Grivel. Er verstarb im Mai 2015 nach schwerer Krankheit.

## Akademischer Werdegang
Grivel studierte französische Philologie ("Lettres") und Philosophie an der Universität Genf und Kulturanthropologie an der Universität Dakar (Senegal). Er hatte 1961 bis 1963 ein Französisch-Lektorat an der Universität Giessen inne und war dann von 1963 bis 1975 Assistent und Dozent an der Französisch-Abteilung der Freien Universität Amsterdam. Er habilitierte 1973 an der Fakultät für Philologie der Universität Leiden: „Schon seine Habilitationsschrift von 1973 Production de l’intérêt romanesque liess aufhorchen. Dieses Projekt schrieb sich nicht mehr in die traditionelle Literaturhermeneutik ein, die von einer nicht hinterfragten vor-wissenschaftlichen Selbststilisierung ausging und die Literatur auf kanonisierte Werke kanonisierter Autoren reduzierte.“
Neben den Publikationen zum Roman (Production de l'intérêt romanesque, Mouton, 1973), zur fantastischen (Fantastique-Fiction, Presses universitaires de France, 1992, Dracula Cahiers de l'Herne, 1997) und Populärliteratur (Dumas, Féval, Leroux) beschäftigte sich Grivel mit dem Phänomen des Fin-de-Siècle (Jarry: Tout Ubu, Le Livre de poche, 2000, Villiers, Lorrain, Rachilde, les Goncourt), den Surrealisten und Avantgarden (Breton, Aragon, Rigaut, Soupault, Max Ernst) sowie der zeitgenössischen Literatur (Cendrars, Bousquet, Ollier, Pirotte).
Von 1975 bis 1981 war er Dozent und Professor am Institut für Romanistik an der Universität Groningen, 1981 bis 2002 lehrte er Romanische Philologie an der Universität Mannheim als Professor für französische Literatur (Schwerpunkt 19. und 20. Jahrhundert) und Medienwissenschaft (Geschichte des Buches und der Illustration, Bildtheorie, Genealogie der Photographie). Zudem war er Gastprofessor an den Universitäten Konstanz und Bochum (Deutschland), La Jolla (USA), Chicoutimi und Montreal (Kanada), Salzburg und Klagenfurt (Österreich), São Paulo (Brasilien), Lissabon (Portugal), San José (Costa Rica), Paris III und Paris VII (Frankreich).
Charles Grivel war auch als Schriftsteller aktiv.
Grivel erforschte neben der Literatur auch andere symbolische Repräsentationsformen in einem grösseren Medienkontext, einen Schwerpunkt bildet die Text-Bild-Beziehung, wobei die Fragen nach dem illustrierten Buch nach der industriellen Revolution, dem Buch als Medium und dem fotografisch bebilderten Buch im Vordergrund stehen: Le Passage à l’écran. Littératures des hybrides (2000) konzentriert sich auf die Problematik des illustrierten Buches, Le Roman mis à nu par la photographie (1999) beschäftigt sich mit der fotografischen Bebilderung und D’un écran automobile (1999) stellt die kinematografische Intermedialität ins Zentrum des Interesses. Grivel schrieb „über die neuen Reproduktionsformen, die sich der Apparate und der Maschinen bedienen wie Photographie, Radio oder Phonograph, die neue symbolische Güter und trotz der maschinellen Reproduktion auch neue Typen von Symbolen schaffen“. Er manifestierte seine Kreativität mit dem Aufbau eines Medienschwerpunktes mit dem Hauptakzent Photographie. Mit der zeitgenössischen Fotografie setzt sich Stella – im Namen des Himmels. Die Fotografie nach Alain Fleischer (und einigen Vorläufern) (1999) ebenso auseinander wie Hors-ville, Nonville. (Une enquête sur le terrain photographique) (1997).
Charles Grivel war u. a. Präsident der „Association des Amis du Roman populaire“ (1993–1999). Vize-Präsident der „Société des Amis des Frères Goncourt“ (2001–2015) und des Deutschen Frankoromanistenverbands (1999–2002), Mitglied des Conseil d'administration de la Société des Études romantiques et dix-neuviémistes (2000–2009), Mitglied der Société française de photographie und Offizier im Ordre des Palmes académiques (1995).